# Benito Albino Dalser
Benito Albino Dalser (Milão, 11 de novembro de 1915 - Mombello di Limbiate, 26 de agosto de 1942), também conhecido pelo sobrenome Mussolini, foi filho de Ida Dalser e Benito Mussolini.
Mussolini casou-se com Ida Dalser em 1914, no início da Primeira Guerra Mundial. No ano seguinte, Ida Dalser deu à luz a Benito Albino. Entretanto, o casamento deteriorou-se depois que Mussolini subiu ao poder em 1922; e, assim, os agentes fascistas tentaram apagar todos os vestígios dessa relação.
Em 1925, Benito Mussolini, com cerca de três anos como chefe de governo, teve seu casamento religioso com Rachele Guidi, assim atribuiria ao pequeno Benito Albino um dote de cem mil libras, porém fora do âmbito desta doação, não se ocupou diretamente do filho. As relações com Benito Albino, no entanto, tiveram lugar pelo irmão do Duce, Arnaldo Mussolini, que tinha um relacionamento afetuoso com o sobrinho.
Benito Albino viveu com a mãe em várias localidades até 1926, quando Ida Dalser, lutando para fazer valer os seus direitos de esposa legítima do líder do fascismo, foi internada no manicômio  em Pergine Valsugana e, posteriormente, na ilha de San Clemente na lagoa veneziana. Após a primeira internação forçada da mãe, Benito Albino foi enviado primeiramente para um colégio interno de padres Barnabitas em Moncalieri; depois, após a morte de seu tio Arnaldo, em 1931, a um colégio de menor prestígio.
Em 1932, ele foi adotado por Giulio Bernardi, um seguidor de Mussolini, que também se tornou o seu tutor. Benito Albino, nunca mais veria sua mãe e, no entanto, viveria em constante desejo de ser reconhecido por seu pai.
Alistou-se na Regia Marina Italiana, depois de frequentar o curso de telegrafia em La Spezia, juntamente com um sobrinho de seu pai adotivo, Giacomo Minella, embarcou com seu companheiro para a China.
Repatriado, foi como sua mãe, trancado em uma instituição psiquiátrica em Mombello di Limbiate (o então maior asilo provincial em Milão), onde morreu em 1942. Embora a versão oficial de tuberculose foi designada como causa da morte, é provável que o repetido coma induzido por injeções que recebeu por ser responsável por sua morte.

## Cinema
Sua história e de sua mãe são contadas no filme Vincere de Marco Bellocchio (2009).